# 田口梓乃
田口 梓乃（たぐち しの、1992年8月18日 - ）は、女子競輪選手。行政書士、海事代理士。旧姓は三輪（みわ）。山口県岩国市出身。日本競輪学校（当時。以下、競輪学校）第102期卒業。日本競輪選手会山口支部（当初は広島支部所属）。選手登録番号14922。師匠は齋藤勝（53期）。
実父の三輪直弘（66期）、叔父の三輪俊之（68期）はともに元競輪選手。夫は同じく競輪選手の田口守（94期）。

## 戦績
山口県立岩国商業高等学校を経て、2011年2月25日、競輪学校入学試験に合格。在校競走成績は第10位（9勝）。2012年5月1日に選手登録された。
2012年7月6日、京王閣競輪場でデビューし3着。初勝利は同年8月15日の平塚競輪場。初優勝は2015年1月28日の岸和田競輪場。
2014年4月26日、同じく競輪選手の田口守（94期）と結婚。結婚後も当初は旧姓での選手登録を続けていたが、2016年6月6日付で広島から山口に移籍すると共に登録名も本名へ変更した。
2016年9月14日に第一子となる長女を出産。翌2017年7月9日からの松戸での開催で1年5ヶ月ぶりにレースに復帰、ガールズケイリンで初めてとなる、妊娠・出産後にレース復帰した選手となった。ただ、それから暫くしてすぐの9月12日からの防府FI開催を最後に第二子である次女を妊娠したため再び長期欠場が続いていたが、2019年7月19日からの佐世保FIIナイター開催にて約2年ぶりにレースに復帰した。
自身の母親も現役の行政書士であり、そして自身が競輪選手を引退した後のことも考え、現役の競輪選手としてレースに出走しながら行政書士の資格取得の勉強も行っており、2023年11月12日に行われた令和5年度行政書士試験に合格。行政書士として登録されたことで、今後は競輪選手と行政書士の二足の草鞋を履いて活動する。さらに、2025年1月6日付で海事代理士としても登録された。
なお、行政書士としては『カバチタレ!』原作者でもある田島隆の田島海事法務事務所（広島県呉市）に入所し、実務修習を受けている。